# Флигел-адютант
Флигел-адютантът (на немски: Flügeladjutant) е висш, щабен офицер, който е пръв адютант на монарх (главнокомандващ). Флигел-адютантите обикновено носят специален мундир с акселбанти.

## България
В България титлата се използва в Третата българска държава, т.е. в периода от Освобождението (1878) до 1946 г. С указ 55/24 ноември 1879 г. адютантите при двореца се наричат флигел-адютанти.

### Флигел-адютанти
Званията са към датата на заемане на длъжността.
| звание         | име                | дати                             | главнокомандващ                                                                            |
| -------------- | ------------------ | -------------------------------- | ------------------------------------------------------------------------------------------ |
| ротмистър      | Александър Мосолов | 1879 – 1886                      | княз Александър Дондуков-Корсаков, княз Александър I Батенберг (от 29 април 1879 г.)       |
| прапоршчик     | Георги Агура       | от 29 април 1879                 | княз Александър I Батенберг                                                                |
| подпоручик     | Анастас Бендерев   | от май 1879                      | княз Александър I Батенберг                                                                |
| подпоручик     | Кръстю Маринов     | 1880 – 1881                      | 1880 – 1881 адютант на Алеко Богориди; по-късно почетен флигел-адютант на княз Фердинанд I |
| поручик        | Марин Маринов      | от 1883                          | княз Александър I Батенберг                                                                |
| поручик        | Върбан Винаров     | от 1884                          | княз Александър I Батенберг                                                                |
| майор          | Никола Иванов      | 1886 – 1887                      | княз Александър I Батенберг                                                                |
|                | Върбан Винаров     | от 1887                          | княз Фердинанд I                                                                           |
| майор          | Рачо Петров        | 23 октомври 1887 – 15 април 1894 | княз Фердинанд I (почетен флигел-адютант)                                                  |
| майор          | Михаил Савов       | от февруари 1888                 | княз Фердинанд I (почетен флигел-адютант)                                                  |
| майор          | Стоянов            | към 1892                         | княз Фердинанд I (флигел-адютант)                                                          |
| подполковник   | Върбан Винаров     | 1894 – 1900                      | княз Фердинанд I (почетен флигел-адютант)                                                  |
| подполковник   | Никола Иванов      | 1894 – 1896                      | княз Фердинанд I (почетен флигел-адютант)                                                  |
| полковник      | П. Маринов         | от 1896                          | княз Фердинанд I (почетен флигел-адютант)                                                  |
| полковник      | К. Петрунов        | от 1896                          | княз Фердинанд I (почетен флигел-адютант)                                                  |
| подполковник   | Г. Стоянов         | от 1896                          | княз Фердинанд I (старши флигел-адютант)                                                   |
| подполковник   | Р. Марков          | от 1896                          | княз Фердинанд I                                                                           |
| капитан        | Георги Стоянов     | 1896 – 1899                      | княз Фердинанд I                                                                           |
| капитан        | Никола Радев       | от 1900                          | княз Фердинанд I                                                                           |
| подполковник   | Панайот Бърнев     | от 1903                          | княз Фердинанд I                                                                           |
| полковник      | Алекси Стоянов     | до 1918                          | княз Фердинанд I                                                                           |
| ротмистър      | Илия Саръилиев     | към 1918                         | цар Борис III                                                                              |
| майор          | Христо Калфов      | от 1918                          | цар Борис III                                                                              |
| генерал-майор  | Алекси Стоянов     | 1918 – 1919                      | цар Борис III                                                                              |
| полковник      | Иван Тантилов      |                                  | цар Борис III                                                                              |
|                | Александър Илиев   | от 1918                          | цар Борис III                                                                              |
| подполковник   | Христо Калфов      | февруари 1921 – септември 1922   | цар Борис III                                                                              |
| майор          | Първан Драганов    | 1920 – 1932                      | цар Борис III                                                                              |
|                | Иван Багрянов      | до 1925                          | цар Борис III                                                                              |
| полковник      | Константин Лукаш   | 20 май 1932 – 10 септември 1934  | цар Борис III                                                                              |
| полковник      | Йордан Пеев        | от 21 май 1934                   | цар Борис III                                                                              |
| полковник      | Константин Панов   | 1934                             | цар Борис III                                                                              |
|                | Рафаил Жечев       | 1934 – 1944                      | цар Борис III (до 1943), цар Симеон II (1943 – 1944)                                       |
| капитан I ранг | Иван Вариклечков   | 1935 – 1937                      | цар Борис III                                                                              |
|                | Стефан Паприков    |                                  | (почетен флигел-адютант)                                                                   |
| подполковник   | Кирил Стефанов     | от 1944                          | цар Симеон II                                                                              |

## Русия
В Русия званието се използва от началото на XIX век до 1917 г. и се присвоява на офицери от свитата на императора.